# Rue Payenne
Rue Payenne je ulice v Paříži v historické čtvrti Marais. Nachází se ve 3. obvodu.

## Poloha
Ulice vede od křižovatky s Rue des Francs-Bourgeois a končí na křižovatce s Rue du Parc-Royal.

## Historie
Ulice pravděpodobně nese jméno notáře Guillauma Payena, který byl prvním majitelem rozdělených pozemků po parcelaci bývalé klášterní zahrady. Ulice se od roku 1636 nazývala Rue Payenne, případně též Rue Payelle, Rue Parelle, Rue de Guienne a Rue des Payens.

## Zajímavé objekty
- domy č. 1 a 3 byly postaveny na místě bývalého kláštera Filles-de-la-Nativité-de-Jésus, který zde stál do roku 1687. Poté zde byl vybudován městským palác. Z těchto staveb se nic nedochovalo.
- dům č. 5: původně si zde nechal postavit dům architekt François Mansart, který zde zemřel v roce 1666. Budova byla zbořena a nově přestavěna v roce 1844. V roce 1903 palác dům koupila pozitivistická církev a zřídila zde Temple de l'Humanité.
- dům č. 6: vstup do Lycée Victor-Hugo
- dům č. 7: bydlel zde Auguste Comte a Clotilde de Vaux (1815–1846), která zde zemřela ve svém bytě ve třetím patře.
- dům č. 9: za mříží se nachází vstup do zahrad u paláce Donon, kde sídlí Musée Cognacq-Jay.
- dům č. 11: hôtel de Marle, od roku 1965 sídlí Švédské kulturní centrum.
- dům č. 13: hôtel de Châtillon. Palác vlastnil Henri de Daillona, hrabě de Lude, velmistr francouzského dělostřelectva a jeden z důvěrníků Madame de Sévigné. Bydlela zde Madame de Maintenon. Později palác vlastnil maršál Antoine-Gaston de Roquelaure (1656–1738). Od něj jej získala vévodkyně de Châtillon (mezi lety 1762 a 1781), po které získal palác své jméno.
- domy č. 9, 11 a 13: na jejich místě se nacházela městská zbrojnice, která byla zbořena v roce 1907.
- vstup do Square Georges-Cain